# 1914年ウィンブルドン選手権
1914年 ウィンブルドン選手権（1914ねんウィンブルドンせんしゅけん、The Championships, Wimbledon 1914）に関する記事。イギリス・ロンドン郊外にある「オールイングランド・ローンテニス・アンド・クローケー・クラブ」にて開催。

## 大会の流れ
- 本大会の終了後に第1次世界大戦が勃発し、ウィンブルドン選手権は1915年から1918年まで開催が中断された。
- 男女シングルス・男子ダブルスは「チャレンジ・ラウンド」（Challenge Round, 挑戦者決定戦）と「オールカマーズ・ファイナル」（All-Comers Final）方式で優勝を決定していた。大会前年度優勝者を除く選手は「チャレンジ・ラウンド」に出場し、前年度優勝者への挑戦権を争う。前年度優勝者は、無条件で「オールカマーズ・ファイナル」に出場できる。チャレンジ・ラウンドの勝者と前年度優勝者による「オールカマーズ・ファイナル」で、当年度の選手権優勝者を決定した。
- 1913年から選手権の公式競技になった女子ダブルス・混合ダブルスでは、チャレンジ・ラウンドやオールカマーズ・ファイナルは実施せず、通常と同じトーナメント方式で優勝を争った。

## 大会前年度優勝者
- 男子シングルス： アンソニー・ワイルディング
- 女子シングルス： ドロテア・ダグラス・チェンバース
- 男子ダブルス： ハーバート・ローパー・バレット＆ チャールズ・ディクソン

## 男子シングルス

### チャレンジラウンド
準々決勝
- オットー・フロイツハイム vs.  ジェームズ・パーク　5-7, 6-2, 9-7, 6-2
- セオドア・マブロゴーダト vs.  モーリス・ジェルモー　6-3, 2-6, 6-4, 6-1
- アルフレッド・ビーミッシュ vs.  パーシバル・ダブソン　6-4, 6-2, 6-1
- ノーマン・ブルックス vs.  アーサー・ゴア　7-5, 6-1, 6-2

準決勝
- オットー・フロイツハイム vs.  セオドア・マブロゴーダト　6-3, 6-2, 7-5
- ノーマン・ブルックス vs.  アルフレッド・ビーミッシュ　6-0, 6-3, 6-2

決勝
- ノーマン・ブルックス vs.  オットー・フロイツハイム　6-2, 6-1, 5-7, 4-6, 8-6

### オールカマーズ決勝
- ノーマン・ブルックス vs.  アンソニー・ワイルディング　6-4, 6-4, 7-5　（ブルックスが本大会の優勝者になる）

## 女子シングルス

### チャレンジラウンド
準々決勝
- オーリア・エッジングトン vs.  ドリス・クラドック　6-1, 6-3
- エセル・トムソン・ラーコム vs.  アグネス・タッキー　不戦勝
- ヘレン・エッチソン vs.  B・リーダー　6-2, 6-0
- エリザベス・ライアン vs.  ベティ・パネット　6-0, 6-3

準決勝
- エセル・トムソン・ラーコム vs.  オーリア・エッジングトン　6-4, 6-3
- エリザベス・ライアン vs.  ヘレン・エッチソン　6-4, 6-3

決勝
- エセル・トムソン・ラーコム vs.  エリザベス・ライアン　6-3, 6-2

### オールカマーズ決勝
- ドロテア・ダグラス・チェンバース vs.  エセル・トムソン・ラーコム　7-5, 6-4　（チェンバースが本大会の優勝者になる）

## 決勝戦の結果
男子シングルス
- ノーマン・ブルックス vs.  アンソニー・ワイルディング　6-4, 6-4, 7-5　［オールカマーズ決勝］

女子シングルス
- ドロテア・ダグラス・チェンバース vs.  エセル・トムソン・ラーコム　7-5, 6-4　［オールカマーズ決勝］

男子ダブルス
- ノーマン・ブルックス＆ アンソニー・ワイルディング vs.  ハーバート・ローパー・バレット＆ チャールズ・ディクソン　6-1, 6-1, 5-7, 8-6　［オールカマーズ決勝］

女子ダブルス
- エリザベス・ライアン＆ アグネス・モートン vs.  エセル・トムソン・ラーコム＆ エディット・ハンナム　6-1, 6-3

混合ダブルス
- ジェームズ・パーク＆ エセル・トムソン・ラーコム vs.  アンソニー・ワイルディング＆ マルグリット・ブロクディス　4-6, 6-4, 6-2